# Liste der Baudenkmale in Cölpin
In der Liste der Baudenkmale in Cölpin sind alle denkmalgeschützten Bauten der Gemeinde Cölpin (Mecklenburg-Vorpommern) und ihrer Ortsteile aufgelistet. Grundlage ist die Veröffentlichung der Denkmalliste des Landkreises Mecklenburgische Seenplatte (Auszug) vom 20. Januar 2017.

## Baudenkmale nach Ortsteilen

### Cölpin
| ID  | Lage                         | Bezeichnung                   | Beschreibung | Bild                   |
| --- | ---------------------------- | ----------------------------- | ------------ | ---------------------- |
| 165 | Woldegker Chaussee (Karte)   | Kirche mit                    |              | Weitere Bilder         |
| 165 |                              | Feldsteinmauer,               |              |                        |
| 165 |                              | Portal und                    |              |                        |
| 165 |                              | Erbbegräbnis v. Dewitz        |              |                        |
| 166 | Woldegker Chaussee (Karte)   | Kriegerdenkmal 1914/18        |              | Kriegerdenkmal 1914/18 |
| 167 | Am Park 1,                   | Gutsanlage mit                |              | Weitere Bilder         |
| 167 | (Karte)                      | Gutshaus,                     |              | Weitere Bilder         |
| 167 | Am Park 1; Dewitzer Weg 4, 5 | Park,                         |              |                        |
| 167 | Leppiner Weg 1c              | Inspektorenhaus,              |              |                        |
| 167 | Am Park 4                    | Speicher,                     |              |                        |
| 167 | Drewitzer Weg 1              | Marstall,                     |              |                        |
| 167 | Woldegker Chaussee (Karte)   | Schmiede,                     |              | Schmiede,              |
| 167 | Leppiner Weg                 | Stellmacherei                 |              |                        |
| 168 | Neue Straße 9, 10, 11, 11a   | Landarbeiterhaus              |              |                        |
| 170 | Woldegker Chaussee           | Meilenstein (Rundsockelstein) |              |                        |

### Hochkamp
| ID  | Lage               | Bezeichnung    | Beschreibung | Bild |
| --- | ------------------ | -------------- | ------------ | ---- |
| 473 | Eschenweg 2        | Aufsiedlerhaus |              |      |
| 475 | Eschenweg 6        | Aufsiedlerhaus |              |      |
| 476 | Hochkamper Damm 12 | Bauernhaus     |              |      |

### Neu Käbelich
| ID  | Lage           | Bezeichnung             | Beschreibung                                                                   | Bild |
| --- | -------------- | ----------------------- | ------------------------------------------------------------------------------ | ---- |
| 673 | Hauptstraße 16 | Schule                  |                                                                                |      |
| 674 | Dorfstraße 11  | Gutsanlage mit Gutshaus | 1-gesch., 7-achs. Putzbau von 1908 mit Mansarddach und 2-gesch. Mittelrisalit, |      |
| 674 | Dorfstraße 11  | Park                    |                                                                                |      |
| 674 | Dorfstraße 11  | Kuhstall                |                                                                                |      |
| 674 | Dorfstraße     | Schmiede                |                                                                                |      |
| 674 | Dorfstraße     | Stallspeicher           |                                                                                |      |

## Quelle
- Karte der Baudenkmale im Geoportal des Landkreises